# サハーバ
サハーバ（アラビア語: صحابة）とは、預言者ムハンマドと直に接したイスラム教徒を指す語である。日本語では「教友」と訳される。

## 概要
狭義ではムハンマドと行動を共にしてイスラームの基盤を作り上げた人物を指すが、広義では一度でもムハンマドに接した経験のある全てのイスラム教徒を指す。
サハーバから直接教えを受けた第二世代のイスラム教徒は、タービウーン（従う者）と呼ばれる。そして、サハーバ、タービウーンを通して記録されたムハンマドの教えから、ハディースが生まれる。スンナ派に属する人間はムハンマドの正しい言行はサハーバが伝えたハディースの中に見出されると考え、学者たちはサハーバにゆかりのあるマッカ（メッカ）、マディーナ（メディナ）などの土地を訪れてハディースを収集した。
サハーバの行動は神、神の意思を直接受けたムハンマドの認めるところと解され、サハーバの伝記は後世で重要視された。ハディースを伝えたサハーバはイスラーム諸学において高い価値を有し、ブハーリーの時代からサハーバの定義が試みられてきた。サハーバの中ではアブー・バクル、ウマル、ウスマーン、アリーら4人の正統カリフと、彼ら4人を含む「楽園を約束された十人」が最も傑出した人物だとされている。
シーア派にとってアリーを除く3人の正統カリフと他のサハーバはアリー一族の権利を侵した憎むべき存在であり、彼らはサハーバに対する呪詛を行った。カリフ、スンナ派を信奉する人間たちは呪詛を行ったシーア派の人間を処罰し、あるいは私刑を加えて対抗した。

## 楽園を約束された10人
楽園を約束された10人（天国の吉報を受けた10人）とは、ムハンマドによって楽園へ行くことを告げられた教友で、以下の10人のことである
。
- アブー・バクル・アッ＝スィッディーク
- ウマル・イブン・ハッターブ
- ウスマーン・イブン・アッファーン
- アリー・イブン・アビー・ターリブ
- タルハ・イブン・ウバイドアッラー
- ズバイル・イブン・アウワーム
- アブドゥルラフマーン・イブン・アウフ
- サアド・イブン・ワッカス
- サイード・イブン・ザイド
- アブー・ウバイダ・イブン・アル＝ジャッラーフ